# Gira mi canción
Violetta - Gira Mi Canción é o quinto álbum da trilha sonora da telenovela Violetta, pertenecente a terceira temporada da telenovela. Foi lançada em 18 de julho de 2014 na América Latina pelo Walt Disney Records. No Brasil O CD estreou no dia 8 de setembro de 2014.

## Faixas
| N.º | Título | Duração |  |
| 1.  | "En Gira" (Elenco de Violetta)                                                                                        | 3:23    |  |
| 2.  | "Amor En El Aire" (Jorge Blanco)                                                                                      | 3:27    |  |
| 3.  | "Supercreativa" (Martina Stoessel)                                                                                    | 3:42    |  |
| 4.  | "Encender Nuestra Luz" (Martina Stoessel, Mercedes Lambre, Candelaria Molfese, Lodovica Comello e Alba Rico.)         | 3:05    |  |
| 5.  | "Ser Quien Soy" (Diego Dominguez)                                                                                     | 3:06    |  |
| 6.  | "Quiero" (Mercedes Lambre)                                                                                            | 2:17    |  |
| 7.  | "Rescata Mi Corazón" (Ruggero Pasquarelli)                                                                            | 2:57    |  |
| 8.  | "Aprendí A Decir Adiós" (Lodovica Comello)                                                                            | 3:40    |  |
| 9.  | "Descubrí" (Martina Stoessel)                                                                                         | 3:42    |  |
| 10. | "Queen Of The Dance Floor" (Jorge Blanco, Ruggero Pasquarelli, Facundo Gambandé, Nicolas Garnier e Samuel Nascimento) | 3:01    |  |
| 11. | "Underneath It All" (Martina Stoessel)                                                                                | 3:42    |  |
| 12. | "A Mi Lado" (Martina Stoessel, Lodovica Comello e Candelaria Molfese)                                                 | 3:06    |  |
| 13. | "Friends' Till The End" (Elenco de Violetta)                                                                          | 3:24    |  |

## Lançamento
| País                 | Título          | Data de Lançamento    | Ref.  |
| -------------------- | --------------- | --------------------- | ----- |
| Argentina            | Gira Mi Canción | 18 de julho de 2014   |       |
| Bolívia              | Gira Mi Canción | 18 de julho de 2014   |       |
| Chile                | Gira Mi Canción | 18 de julho de 2014   |       |
| Colômbia             | Gira Mi Canción | 18 de julho de 2014   |       |
| Costa Rica           | Gira Mi Canción | 18 de julho de 2014   |       |
| Equador              | Gira Mi Canción | 18 de julho de 2014   |       |
| Guatemala            | Gira Mi Canción | 18 de julho de 2014   |       |
| Honduras             | Gira Mi Canción | 18 de julho de 2014   |       |
| México               | Gira Mi Canción | 18 de julho de 2014   |       |
| Paraguai             | Gira Mi Canción | 18 de julho de 2014   |       |
| Peru                 | Gira Mi Canción | 18 de julho de 2014   |       |
| República Dominicana | Gira Mi Canción | 18 de julho de 2014   |       |
| Uruguai              | Gira Mi Canción | 18 de julho de 2014   |       |
| Venezuela            | Gira Mi Canción | 18 de julho de 2014   |       |
| Brasil               | Gira Mi Canción | 8 de setembro de 2014 | [ 1 ] |
| Itália               | En Gira         | 7 de outubro de 2014  |       |
| Portugal             | En Gira         | 8 de maio de 2015     |       |